# Mesene
Mesene fue también el nombre de una colonia griega de Sicilia, originalmente fundada con el nombre de Zancle y hoy en día conocida como Mesina. 
Mesene (en griego: Μεσσήνη, Messínî —pronunciación moderna— o Messénê —antigua—) fue una antigua ciudad griega, ubicada en el Peloponeso, y que llegó a ser capital de la región de Mesenia.
El yacimiento arqueológico se encuentra en lo que en la actualidad es el pueblo de Αntigua Μesene (Αρχαία Μεσσήνη), el cual, hasta 2002, se llamaba Mavromati Ithomis (Μαυρομμάτι Ιθώμης).

## La ciudad antigua

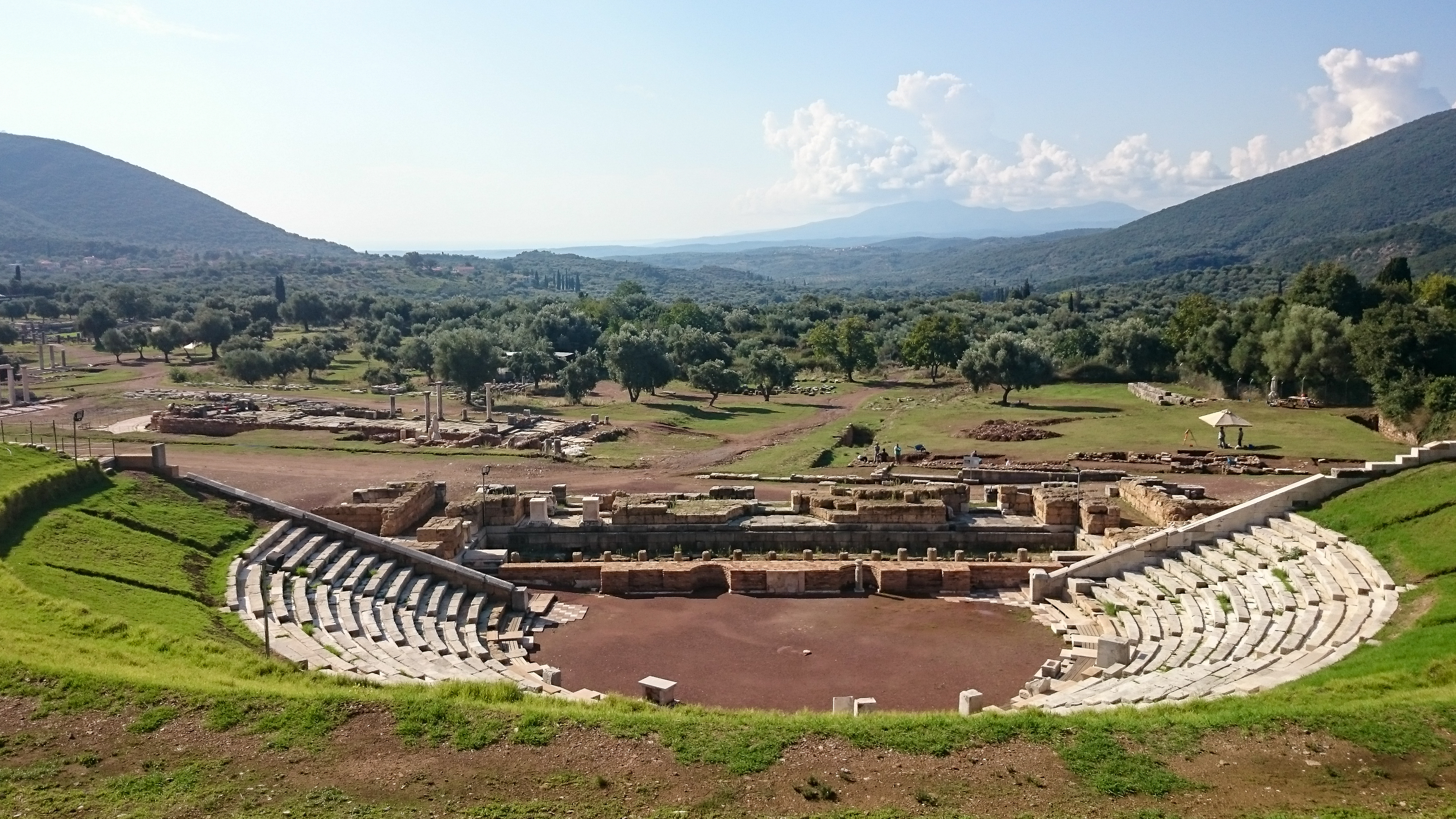
Teatro antiguo de Mesene

La ciudad fue construida en el 369 a. C., después de la batalla de Leuctra y de la primera invasión tebana del Peloponeso, por el ejército combinado de los tebanos y sus aliados junto a los exiliados mesenios que habían sido invitados a regresar para fortalecer un territorio independiente del dominio espartano. El emplazamiento fue elegido por Epaminondas y se extendía sobre la pendiente occidental de la montaña que domina la llanura mesenia y culmina en las dos elevaciones del Itome y el Eua. La primera de ellas (740 m) servía como acrópolis y fue incluida dentro del mismo sistema de fortificaciones que encerraba la ciudad de abajo.
En Itome se había ubicado anteriormente una ciudad que había sido arrasada por los espartanos durante la primera guerra mesenia, a finales del siglo VIII a. C. Después de la restauración de Epaminondas tuvo lugar una nueva reconstrucción de Mesene por Filipo II de Macedonia.
Pausanias nos ha transmitido una descripción de la ciudad, de sus principales templos y santuarios (en honor de Poseidón, Afrodita, Ilitía, Deméter, Asclepio y de la heroína Mesene), y de sus estatuas (como las de Zeus Sóter y de Artemisa Lafria), de sus manantiales, de sus mercados y gimnasios, de sus lugares de sacrificio, de la tumba del héroe Aristómenes y del templo de Zeus Itomatas, en la cima de la acrópolis, con una estatua hecha por el famoso escultor argivo Agéladas, en principio para los ilotas mesenios que se habían establecido en Naupacto al final de la tercera guerra mesenia, a mediados del siglo V a. C.

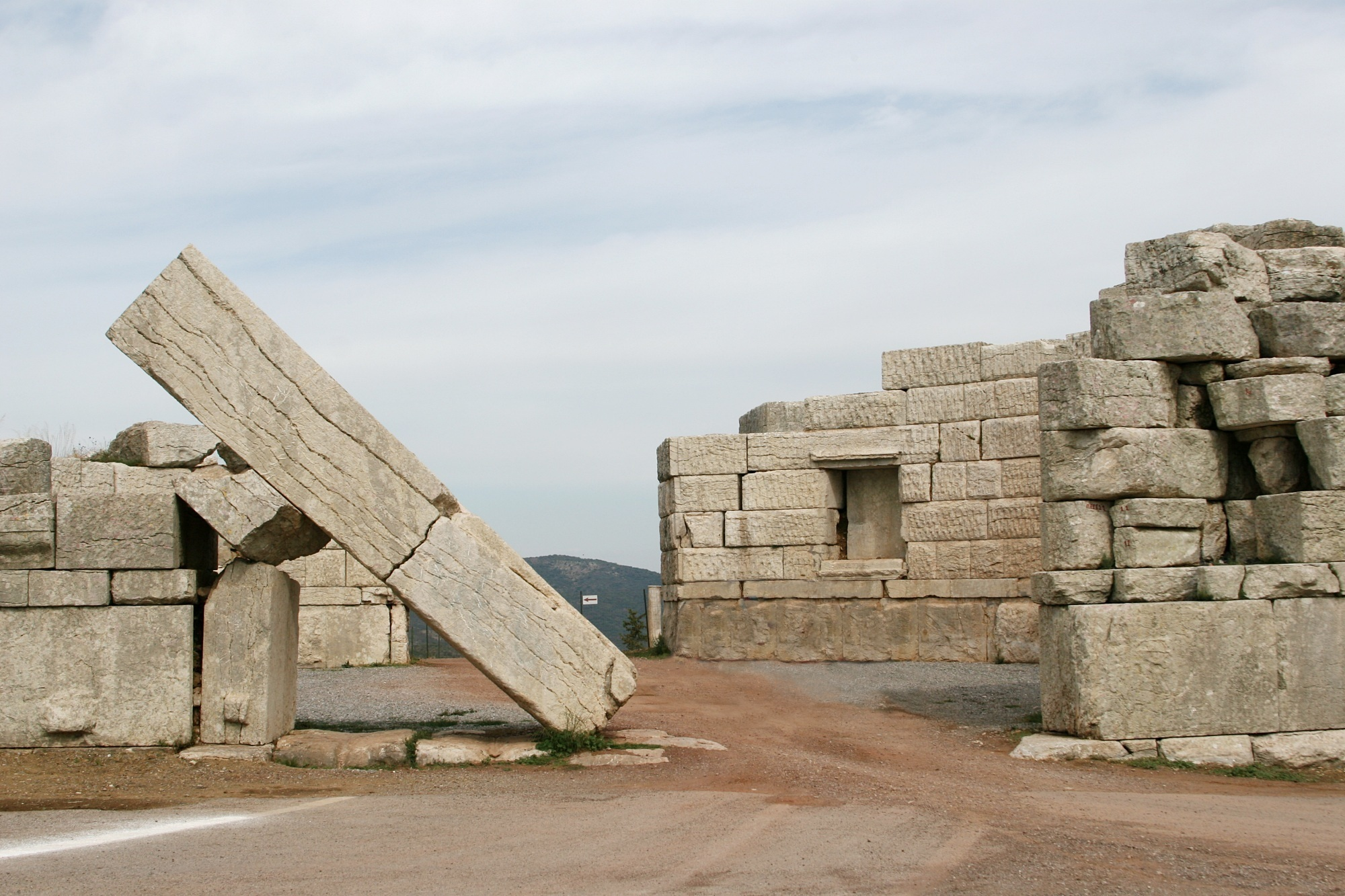
Puerta Arcadia de Mesene

Pero lo que provocó el asombro en la Hélade fue la solidez de sus fortificaciones, que superaban a todas las del mundo griego. De la muralla —de unos 8 km de extensión— quedan aún partes considerables, especialmente al norte y al noroeste, y casi puede ser seguido el circuito completo, proporcionando en la actualidad el mejor ejemplo existente de fortificación griega. 
La muralla estaba flanqueada por torres de unos 9 m de alto levantadas a intervalos irregulares. Estas torres tenían dos plantas, con escapatorias en la parte inferior y ventanas en la superior, y se entraba por puertas en el nivel más alto del muro, al que se llegaba por tramos de escalones. De las puertas solo dos pueden ser localizadas, la del este o puerta Laconia, y la norte o puerta Arcadia. De la primera sólo quedan pequeños restos. La última puerta, sin embargo, está excelentemente conservada y consta de un patio circular de unos 18 m de diámetro con una puerta interior y otra exterior, esta última flanqueada por torres cuadradas a unos 10 m unas de otras. El dintel de la puerta interior fue formado por una única piedra de 5,7 m de longitud, y la mampostería del patio circular es de una asombrosa belleza y precisión. 
Los otros edificios que pueden ser identificados son el teatro, el estadio, la cámara del consejo o Buleuterio, y el propylaeum del ágora, mientras que en las alturas de la montaña están los cimientos de un pequeño templo, probablemente el de Artemisa Lafria.

## La ciudad moderna
Mesene permaneció como una plaza fuerte de cierta importancia bajo los romanos, pero no se conocen noticias de ella en la época medieval. Posteriormente, junto al yacimiento arqueológico de la antigua Mesene se levantó una pequeña aldea, Mavromati Ithomis (Μαυρομμάτι Ιθώμης), que desde 2002 ha sido rebautizada como Antigua Mesene (Αρχαία Μεσσήνη). Tiene una población de 181 habitantes (según el censo 2011) y está subordinada administrativamente al municipio de Ithomi. Esta pequeña aldea, heredera de la antigua Mesene, no debe confundirse con la actual Mesene (Μεσσήνη), un municipio mucho mayor, con 5744 habitantes en 2021, ubicado a 22 km al sur y que funciona como un suburbio de Kalamata.